# Bong

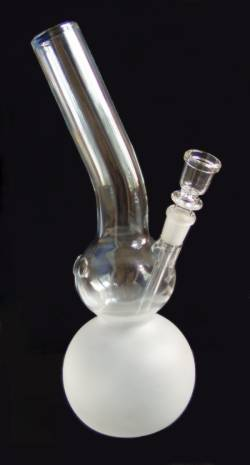
Eine transparente Glasbong

Eine Bong ist eine Wasserpfeife, die ohne Schlauch geraucht wird. Ihre Ursprungsländer sind Thailand und Indonesien, aber auch Neuguinea und die Philippinen, wo sie traditionell aus Bambus gefertigt werden.
Es werden zumeist Cannabis oder Cannabis-Tabak-Mischungen, aber auch andere rauchbare Drogen oder Tabak pur geraucht.

## Aufbau

Schematische Darstellung einer Bong.

Eine Bong besteht aus einem meist länglichen Glas-, Metall- oder Acrylzylinder (beim Kessel mit Auswölbung am unteren Ende), der oben geöffnet ist, und einige Zentimeter mit Wasser oder anderen Flüssigkeiten gefüllt wird. Nicht weit über dem Wasserspiegel befinden sich meist zwei Löcher, eines um das Shillum anzubringen, das andere dient als sog. Kickloch (oder Flashloch). Das Chillum ist ein Rohr, das sich nach oben hin zu einem Kopf (auch Head oder Hut) erweitert, ähnlich einem Pfeifenkopf, in den die Tabakware (oft als Mische, Mix, Misch, Mesh oder Mischung, manchmal auch Maische, Majé oder Melange bezeichnet) gestopft wird. Das Chillum wird in das dafür vorgesehene Loch gesteckt, sodass sich seine untere Öffnung unterhalb des Wasserspiegels befindet, der Kopf ist nun außen an der Bong. Mittlerweile gibt es auch mit Zentrifugen versehene Bongs, die angeblich einen Großteil der Schadstoffe wie beispielsweise Teer aus dem Rauch filtern sollen.

### Kopf
Der Kopf ist ursprünglich direkt mit dem Chillum verbunden. Es gibt aber auch Varianten, bei denen der Kopf durch ein Schraub- oder Stecksystem auf die Kupplung oder direkt auf das Chillum, in diesem Fall auch als Fallrohr bezeichnet, gesetzt wird. Der Kopf selbst ist meist zylindrisch geformt, sodass in den Kopf noch ein Sieb eingesetzt werden muss, damit das Rauchmaterial nicht in das Wasser fällt. Sogenannte Flutschköpfe haben eine konische Form und werden an der Verbindung zum Chillum dünner, sodass ein Sieb nicht mehr benötigt wird.

## Rauchvorgang
Der eigentliche Rauchvorgang besteht aus zwei Phasen. In der Ansaugphase wird das Kickloch, sofern eines vorhanden ist, zugehalten, der Mund am oberen Ende des Zylinders angesetzt, der Kopf entzündet und dann kräftig und lange gezogen. Durch den Unterdruck, der in der Bong entsteht, strömt Luft aus der einzig verbliebenen Öffnung, dem Chillum, nach. Hierbei wird der glühende Kopf aufgrund der durchströmenden Luft noch heißer; der Rauch wird durch das Wasser in den Hohlraum gezogen. So entsteht das charakteristische Blubbern (daher der Name Blubba). Ist der Hohlraum vollständig gefüllt, kommt die nächste Phase. Der Raucher atmet nochmals tief durch (durch die Nase, oder man setzt ab) und zieht dann so stark an der Bong, bis der Kopf leer ist, und öffnet dann das Kickloch (bei Bongs ohne Kickloch wird stattdessen der Kopf angehoben), um den gesamten Rauch in die Lunge zu ziehen. Den gesamten Kopf in einem Zug zu rauchen, ohne dabei abzusetzen, wird als „Hitten“ (von engl. „to hit“ – schlagen) oder „Durchschießen“ bezeichnet.
Der Rauchvorgang hat bei den Nutzern viele verschiedene Namen. Geläufige Bezeichnungen für den Rauchvorgang sind: einen Kopf, Hut oder Head rauchen, dampfen, hitten, paffen oder kicken.

## Bongvarianten

### Glasbong
Handelsübliche Glasbongs werden meist aus Borsilikatglas gefertigt und verfügen, ähnlich wie Laborzubehör, über genormte Schliffgrößen zum Einsatz eines Chillums, eines Vorkühlers oder einfach eines Bongköpfchens. Diese Schliffe besitzen zumeist eine Größe von 14,5 mm oder (vor allem bei größeren Wasserpfeifen) von 18,8 mm. Übliche Rauchfassungsvermögen sind 250 ml, 500 ml und 1000 ml. Das Wasservolumen der Pfeifen liegt jedoch generell stark darunter, da Glasbongs ja nie vollständig mit Wasser gefüllt werden. Glasbongs besitzen den Vorteil, bei regelmäßiger Reinigung kaum kalten Rauch aufzunehmen, und sind deshalb (abgesehen von der Gefahr eines Glasbruches) besonders langlebig.

### Holland-Bong
Unter einer Holland-Bong versteht man eine sehr einfache Variante aus Keramik, seltener auch aus Glas. Diese Form des Rauchgeräts ähnelt vor allem durch ihre häufig bunte Farbgebung in blau oder rot ein wenig einer Blumenvase. Der Boden der Bong ist rund und misst ca. 15 cm im Durchmesser. Bis zu etwa 2/3 der Höhe halbiert sich dieser Umfang, um zum Mundendstück hin wieder etwas breiter zu werden. Sehr oft besteht bei diesen sehr einfachen und günstigen Bongs das Shillum aus einem Stück Aquariumschlauch, auf das ein Holzköpfchen aufgesteckt wird. Ein separates Kickloch existiert in der Regel nicht.
Bei Hollandbongs kommt meist ein einfaches Aluchillum zum Einsatz, im Gegensatz zu Glasbongs mit Schliffsystemen, die auch den Einsatz von z. B. Diffusoren zulassen.

### Bambus-Bong

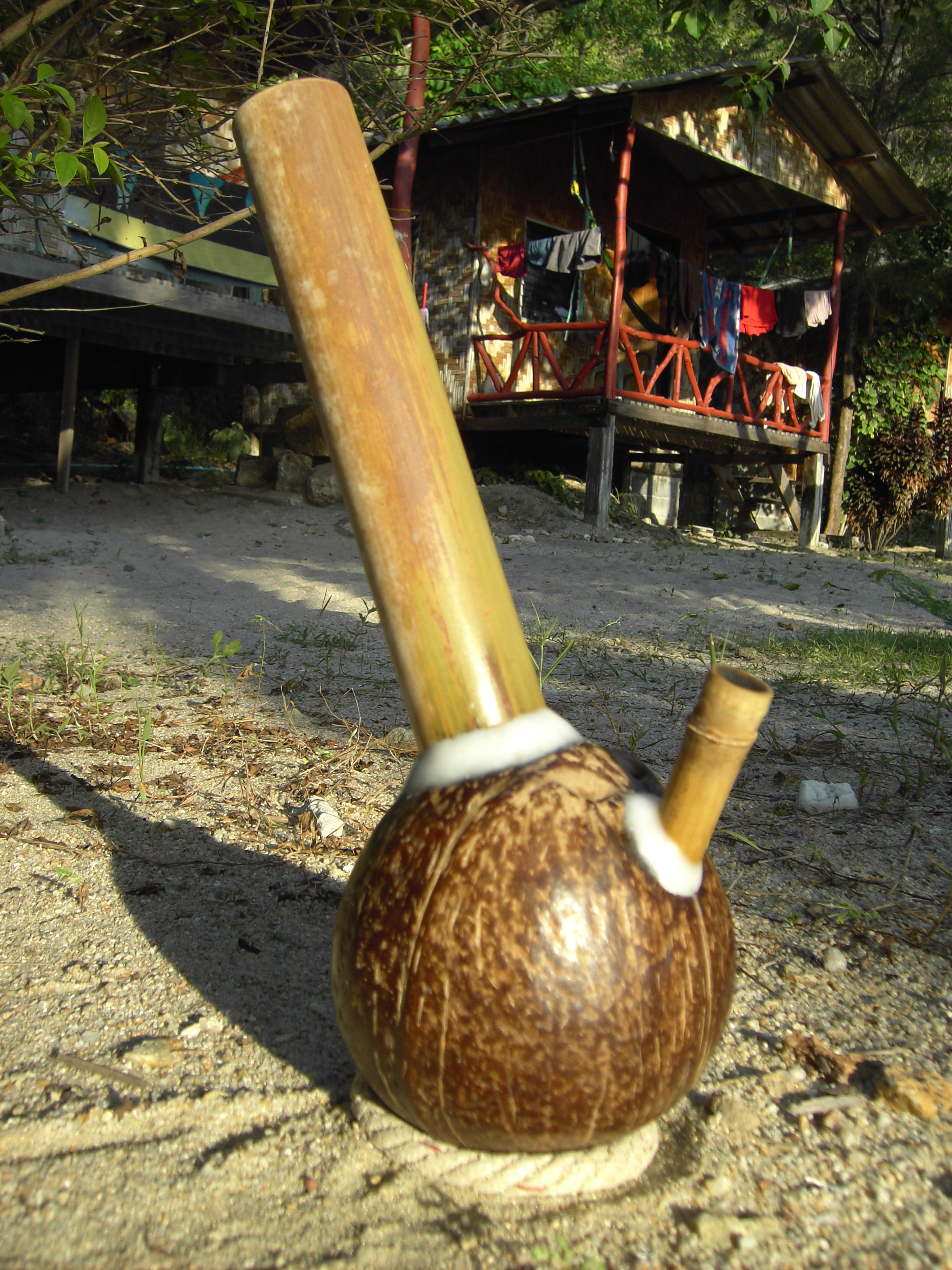
Bong aus Bambus und Kokosnuss

Im asiatischen Raum sind Bongs nur aus Bambus bestehend oder mit einer Kokosnuss als Hohlraum sehr verbreitet, da der Rohstoff überall wächst und eine brauchbare Bong mit einem Messer und einer Säge herzustellen ist. Zur Abdichtung wird Knete oder Wachs verwendet. Ein Kickloch gibt es nicht.

### Acryl-Bong
Aus Acryl gefertigte Bongs sind in der Herstellung und im Verkauf sehr preisgünstig, weisen dennoch durch das stabile Material eine hohe Lebenserwartung auf. Es gibt sie in sehr vielen verschiedenen Varianten, die sich durch Farbe, Form, Größe und Aufdrucke unterscheiden. Der Aufbau ähnelt dem einer Glasbong, allerdings gibt es keine Kupplung, durch die das Chillum gehalten wird, sondern lediglich ein kleines erhabenes Loch mit Dichtungsring am Rohr, durch welches das Chillum eingeführt wird. Hier ist das Kickloch vorhanden.

### Metall-Bong
Als Metall-Bong bezeichnet man eine aus Edelstahl oder Aluminium gefertigte Bong. Während Körper und Chillum immer aus Metall angefertigt werden gibt es auch Varianten, in denen Fuß und Mundstück aus einem anderen Material hergestellt werden, z. B. aus Gummi oder Acryl. Sie zeichnet sich durch eine extrem lange Lebenserwartung und eine angenehme Kühlung des Rauches durch das Metall aus. Von der Funktionalität her unterscheiden sich Metall-Bongs von Glas-Bongs wenig, lediglich das Chillum wird ähnlich wie bei einer Acrylbong mit einer Dichtung befestigt. Das Metall begünstigt eine extrem schnelle Ablagerung von Schmutz an den inneren Wänden und die Entwicklung eines unangenehmen Geruches der Bong, was ein regelmäßiges Reinigen unabdingbar macht.

### Eis-Bong
Als Eis-Bong (auch Ice-Bong) bezeichnet man eine meist aus Glas gefertigte Bong. Die Besonderheit bei dieser Bong besteht darin, dass sich eine Verengung unterhalb des Mundstücks befindet (Eistwist), sodass Eiswürfel eingefüllt werden können. Ziel ist es, den Rauch beim Weg nach oben so weit abzukühlen, dass er beim Inhalieren weniger kratzt. Dieser Effekt kann bei zusätzlicher Verwendung eines Vorkühlers noch weiter gesteigert werden.

## Erweiterungen/Bongzubehör

### Vorkühler
Ein Vorkühler dient der zusätzlichen Rauchkühlung bei einer Wasserpfeife. Dafür wird der Vorkühler mit einer Kupplung an die Bong angeschlossen und anschließend mit Wasser gefüllt. So geht der Rauch durch zwei Wasserbäder, was ihn weniger kratzig macht und mehr abkühlt. Außerdem bleiben viele Verunreinigungen im Vorkühler hängen und gelangen nicht in die Pfeife, was den Reinigungsaufwand verringert.

### Diffusor
Eine Variation ist das diffuse Chillum, welches an dem im Wasser befindlichen Bereich an der Seite mehrere kleine Ausgänge hat. Dadurch verteilt sich der Rauch in kleinere Luftblasen, wird also stärker gefiltert und schmeckt deutlich milder.

### Katalysator
Ein Katalysator ist ein Glaskörper, der zwischen Chillum und Kopf gesteckt wird und die Verbrennungsrückstände, welche beim Rauchen entstehen, herausfiltert.

## Synonymie und Namensgebungen
Für Bongs sind eine Vielzahl Synonyme geläufig. Einige Beispiele sind: Blubba, Flasch, Pief, Öck oder Rohr.
Häufig werden Pfeifen auch mit Namen versehen, die mit dem Gebrauch und dem Rauchverhalten der Bong sowie den daraus entstandenen Rauscherfahrungen assoziiert werden. Die Namensgebungen sind jedoch meistens sehr individuell und dadurch in kein klares Muster einzugliedern.